# Pterogonia cassidata
Pterogonia cassidata är en fjärilsart som beskrevs av W. Warren 1916. Pterogonia cassidata ingår i släktet Pterogonia och familjen trågspinnare. Inga underarter finns listade.